# Andrychów
Andrychów est une ville située dans le Sud de la Pologne, dans la voïvodie de Petite-Pologne. Elle occupe une superficie de 10,28 km2. On peut y observer une église baroque, un palais du XVIIIe siècle, et un cimetière juif.

## Jumelage
- Isny im Allgäu (Allemagne) depuis 1998